# Wake Up the Wicked
Albums de Powerwolf
Missa Cantorem II
(2022)
Wake Up The Wicked est le dixième album studio du groupe de power metal allemand Powerwolf. Il est sorti le 26 juillet 2024 sous le label Napalm Records. 

## Liste des chansons
Toutes les chansons sont écrites par Matthew Greywolf, guitariste du groupe.
1. « Bless ’Em With the Blade » – 2:47
2. « Sinners of the Seven Seas » – 3:00
3. « Kyrie Klitorem » – 3:03
4. « Heretic Hunters » – 3:27
5. « 1589 » – 4:04
6. « Viva Vulgata » – 3:08
7. « Wake Up the Wicked » – 3:39
8. « Joan of Arc » – 3:20
9. « Thunderpriest » – 3:21
10. « We Don’t Wanna Be No Saints » – 3:15
11. « Vargamor » – 3:57

## Composition du groupe
- Attila Dorn – chant
- Charles Greywolf – basse, guitare
- Matthew Greywolf – guitare, enregistrement vocal
- Falk Maria Schlegel – claviers
- Roel van Helden – batterie

## Classements
| Classement 2024               | Meilleure position |
| ----------------------------- | ------------------ |
| Autriche, Ö3 Austria          | 1                  |
| Belgique wallonne, Ultratop   | 26                 |
| Belgique flamande, Ultratop   | 75                 |
| Pays-Bas, Album Top 100       | 56                 |
| Allemagne, Offizielle Top 100 | 1                  |
| Écosse, OCC                   | 28                 |
| Suisse, Schweizer Hitparade   | 4                  |

## ParagrapheRéférences
1. ↑  « Wake Up the Wicked Apple Music », sur beta.music.apple.com (consulté le 3 mars 2025)
2. ↑  « Charts Autriche », sur austriancharts.at (consulté le 3 mars 2025)
3. ↑  « Powerwolf - Wake Up The Wicked - ultratop.be », sur www.ultratop.be (consulté le 3 mars 2025)
4. ↑  « Powerwolf - Wake Up The Wicked - ultratop.be », sur www.ultratop.be (consulté le 3 mars 2025)
5. ↑  « Charts Pays-Bas », sur dutchcharts.nl (consulté le 3 mars 2025)
6. ↑  « Offizielle Deutsche Charts », sur www.offiziellecharts.de (consulté le 3 mars 2025)
7. ↑  (en) « Official Scottish Albums Chart on 2/8/2024 », sur Official Charts, 3 août 2024 (consulté le 3 mars 2025)
8. ↑  Powerwolf - Wake Up The Wicked (lire en ligne)